# Petr Bulíř
Petr Bulíř (* 9. listopadu 1966) je bývalý český fotbalista. Po skončení aktivní kariéry působí jako trenér na regionální úrovni. Jeho synem je lední hokejista Michal Bulíř.

## Fotbalová kariéra
V české lize hrál za FC Slovan Liberec. V české lize nastoupil celkem ve 44 utkáních a dal 4 góly.

## Ligová bilance
| Ročník                          | Zápasy | Góly | Klub              |
| ------------------------------- | ------ | ---- | ----------------- |
| 1. česká fotbalová liga 1994/95 | 13     | 2    | FC Slovan Liberec |
| 1. česká fotbalová liga 1995/96 | 18     | 1    | FC Slovan Liberec |
| 1. česká fotbalová liga 1996/97 | 13     | 1    | FC Slovan Liberec |
| CELKEM                          | 44     | 4    |                   |